# Distretto di Huaripampa
Il distretto di Huaripampa  è uno dei trentaquattro distretti della provincia di Jauja, in Perù. Si trova nella regione di Junín e si estende su una superficie di  14,19 chilometri quadrati.